# Rutilotrixa diversa
Rutilotrixa diversa là một loài ruồi trong họ Tachinidae.